# Gabriele Castagnola
Pour les articles homonymes, voir Castagnola.
Gabriele Castagnola né le 14 novembre 1828 à Gênes et mort le 30 août 1883 à Florence est un peintre italien.

## Biographie
Les peintures de Gabriele Castagnola sont souvent sentimentales et axées sur des thèmes de l'amour et de la romance comme celle du peintre Filippo Lippi avec la jeune novice Lucrezia Buti qui est un thème récurrent de ses œuvres, comme les religieuses en général.

## Œuvres

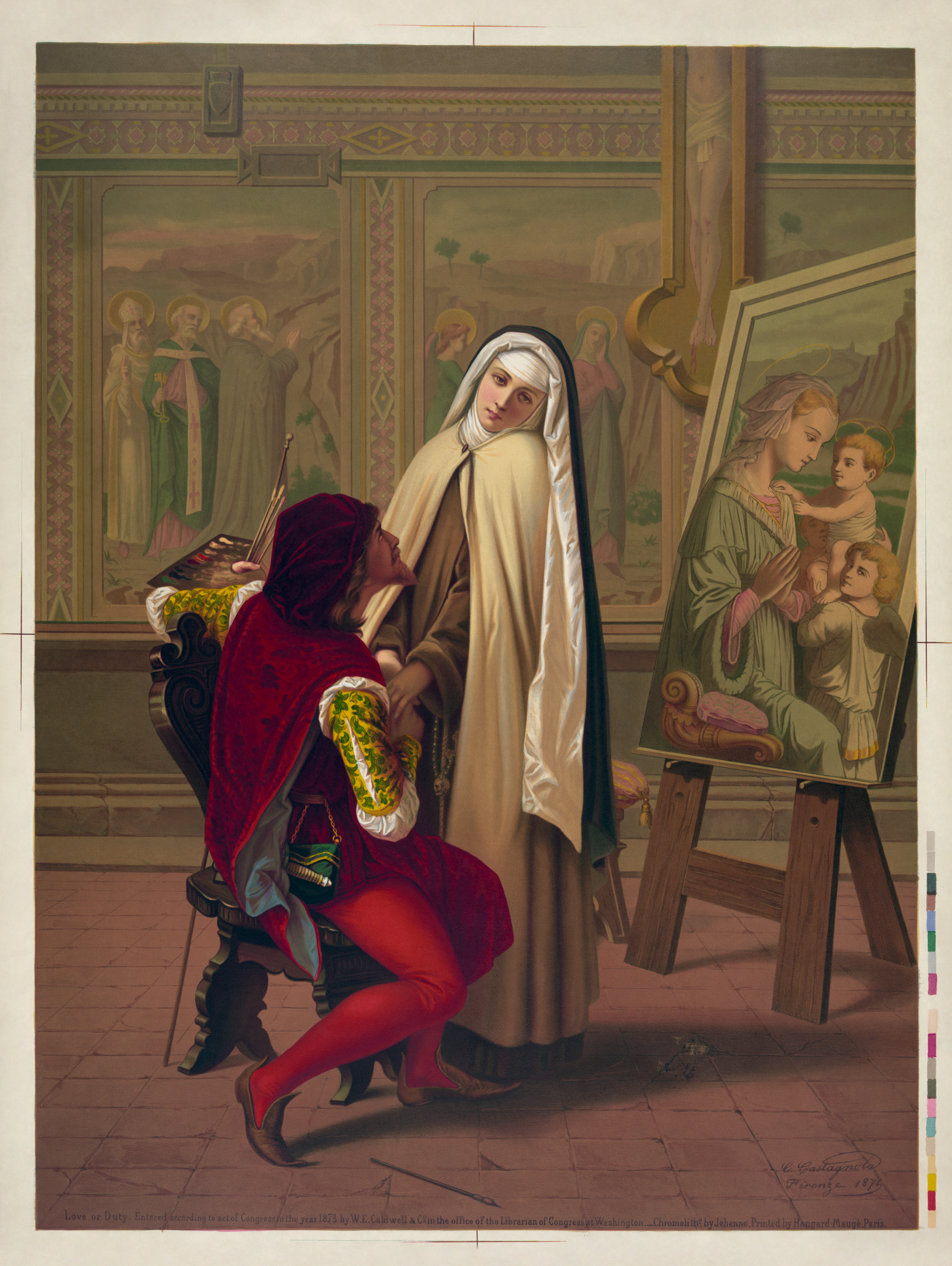
D'après Gabriele Castagnola, Amour ou Foi (1873), chromolithographie.

- Filippo Lippi et Lucrezia Buti (1863),
- Scena Romantica (1864),
- Ciociara, Jeune Fille au Balcon (1865),
- Faust et Marguerite (1870),
- Filippo Lippi et la Nonne (1870),
- Filippino Lippi et sa Maîtresse (1871),
- Amour et Foi (1871),
- Une Religieuse observant deux Papillons (1872),
- Rose (1873),
- Scena Galante,
- Couple Romantique Assis Sur un Banc (1873),
- L'Étreinte entre Fra Filippo Lippi et Lucrezia Buti (1874),
- La Monaca e il Pittore, Amor Cortese,
- Séduction, (1877).

## notes et références
1. ↑  (en) Phoenix Art Museum, le 8 février 2008.